# Jerzy Żurawiecki
Jerzy Antoni Żurawiecki (ur. 17 czerwca 1953 w Bukówku, zm. 31 maja 2010) – polski polityk, działacz związkowy, samorządowiec, poseł na Sejm X kadencji (1989–1991).

## Życiorys
W 1978 ukończył studia na Wydziale Nauk Społecznych Uniwersytetu im. Adama Mickiewicza w Poznaniu, uzyskując tytuł zawodowy magistra socjologii. W tym samym roku wstąpił do Stronnictwa Demokratycznego, do którego należał do 1988. Pracę zawodową rozpoczął w Przemyślu w Wojewódzkim Przedsiębiorstwie Budownictwa Komunalnego w 1979, od 1980 zatrudniony był w Spółdzielni Pracy „Tkacz” w Turku.
Na początku lat 80. zaangażował się w działalność „Solidarności”. Wszedł w skład prezydium zarządu Regionu Konińskiego związku. Był także delegatem na I Krajowy Zjazd Delegatów w Gdańsku. 18 listopada 1988 został członkiem Regionalnego Komitetu Organizacyjnego Solidarności Walczącej w Koninie.
W 1989 uzyskał mandat posła na Sejm X kadencji z okręgu konińskiego jako kandydat bezpartyjny z poparciem Komitetu Obywatelskiego. Należał do Obywatelskiego Klubu Parlamentarnego. Zasiadał w Komisji Łączności z Polakami za Granicą, Komisji Młodzieży, Kultury Fizycznej i Sportu, Komisji Nadzwyczajnej do rozpatrzenia projektów ustaw dotyczących spółdzielczości, a także w Komisji Zdrowia.
Krótko działał w Porozumieniu Centrum. Przez kilkanaście lat (cztery kadencje) pełnił funkcję przewodniczącego konińskiej „Solidarności”, wchodził też w skład władz krajowych związku. Sprawował mandat radnego sejmiku wielkopolskiego I kadencji z ramienia Akcji Wyborczej Solidarność. W 2002 uzyskał mandat radnego powiatu tureckiego z ramienia lokalnego komitetu, obejmując stanowisko przewodniczącego rady, z którego zrezygnował w 2005.
Pochowany 4 czerwca 2010 w Bukówku.